# Clach Mhic Leoid
Der Clach Mhic Leoid (auch Clach Mhicleoid; MacLeod’s Stone oder Nisabost genannt) ist ein Menhir (englisch Standing Stone) nördlich des 159 m hohen Cleit Niosaboist, bei Horgabost auf der Halbinsel Luskentyre, im Süden der Äußere-Hebriden-Insel Harris in Schottland. 
Der flache Clach Mhic Leoid ist etwa 3,3 Meter hoch, 1,45 m breit und 0,38 m dick. Er steht auf einem kleinen Hügel am nördlichen Ende des Strands Traigh Iar an der Westküste der Insel mit Blick auf die Insel Tarasaigh. Er wurde vor mehr als 4500 Jahren errichtet später nach dem örtlichen Clanchef benannt.
In der Nähe liegt das Kammergrab (englisch chambered tomb) Coire Na Feinne.
Der Menhir ist als Scheduled Monument geschützt.